# Octacílio Mion
Octacílio Mion (Curitiba, 17 de agosto de 1926 – Cascavel, 19 de novembro de 2015) foi um empresário, agricultor e político brasileiro.
Foi vereador e prefeito do município paranaense de Cascavel por dois mandatos não consecutivos.

## Histórico
Filho de Angelo Mion e Aurora Mion, o descendente de italianos Octacílio Mion viveu em seu município natal até o dia 15 de janeiro de 1954, quando mudou-se para Cascavel para exercer as funções de tabelião e oficial de títulos e protestos, nomeado pelo governador Bento Munhoz da Rocha Neto.
Teve uma vida social e profissional intensa. Foi agricultor, presidente do Tuiuti Esporte Clube, fundador e presidente do Cascavel Country Clube e fundador da Associação Atlética Comercial.
Nas eleições de 1960 candidatou-se ao cargo de prefeito pelo PTB, sendo eleito com amplo apoio popular. Na véspera de sua posse a sede da prefeitura foi destruída por um incêndio.
A boa aatuaçãono cargo culminou numa segunda vitória no pleito de 1964, ainda pelo PTB, mas desta vez à Câmara de Vereadores. Com o apoio de 374 eleitores, dobrou a média de votação de seus pares à época.
No ano de 1968, agora pela Arena, voltou a concorrer à prefeitura e venceu.
Faleceu em Cascavel, aos 89 anos, no dia 19 de novembro de 2015.  

## Principais realizações
Dentre suas conquistas como prefeito estão a Fecivel, embrião da hoje Unioeste, a criação do serviço de água e esgoto, o primeiro distrito industrial, a conclusão e inauguração da usina hidrelétrica do rio Melissa e a urbanização da Avenida Brasil. 